# Space Quest IV: Roger Wilco and the Time Rippers
Space Quest IV: Roger Wilco and the Time Rippers est un jeu d'aventure développé et publié par Sierra On-Line le 4 mars 1991 sur PC, Macintosh, Amiga et PC-98. C’est le quatrième épisode de la série Space Quest se déroulant dans un univers de science-fiction humoristique. Le jeu a été conçu par Mark Crowe et Scott Murphy et est basé sur le moteur Sierra's Creative Interpreter permettant au joueur de contrôler son personnage via une interface en pointer-et-cliquer.

## Accueil
| Space Quest IV Roger Wilco and the Time Rippers |      |       |
| Média                                           | Nat. | Notes |
| Sur PC                                          |      |       |
| ACE                                             | GB   | 88 %  |
| Dragon Magazine                                 | US   | 5/5   |
| Gen4                                            | FR   | 96 %  |
| Joystick                                        | FR   | 93 %  |
| Zero                                            | GB   | 86 %  |
| Amiga                                           |      |       |
| Amiga Action                                    | GB   | 67 %  |
| Amiga Format                                    | GB   | 48 %  |
| CU Amiga                                        | FR   | 43 %  |
| Rétrospective                                   |      |       |
| Adventure Gamers                                | US   | 3/5   |
| Adventure Classic Gaming                        | US   | 5/5   |